# ميتزي فيرغسون
ميتزي فيرغسون (بالإنجليزية: Mitzi Ferguson)‏ هي مبارزة بالسيف أسترالية، ولدت في 29 سبتمبر 1959.

## وصلات خارجية
- ميتزي فيرغسون على موقع أوليمبيديا (الإنجليزية)
- ميتزي فيرغسون على موقع اللجنة الأولمبية الأسترالية (الإنجليزية)